# 무수동산신제 동계첩
무수동산신제 동계첩(無愁洞山神祭 洞契帖)은 대전광역시 중구 무수동에서 19세기 중엽 산신제와 관련된 제반 의례절차를 기록해 놓은 문서이다. 2011년 10월 28일 대전광역시의 민속문화재 제3호로 지정되었다.

## 개요
무수동산신제 동계첩은 19세기 중반에 작성된 것으로서 무수동산신제의 역사, 축문, 진설도, 제기일, 산신강하일, 금기일, 계원명부, 동계재산, 제관명단(1851~1926) 등의 기록이 집약되어 있다.
전국적으로도 희귀한 마을신앙의 역사성, 지역성, 전통성을 입증하는 학술자료로서 가치가 있다.

## 같이 보기
- 계(契)
- 무수동산신제 - 대전광역시 무형문화재 제19호

## 참고 자료
- 무수동산신제 동계첩 - 국가유산청 국가유산포털